# Calyptraeidae
Die Calyptraeidae sind eine Familie fast ausschließlich mariner Schnecken, die mit wenigen Ausnahmen Hartbodenbewohner sind. Sie filtrieren ihre Nahrung mit Hilfe der Kiemen oder Schleimnetzen aus dem Wasser.

## Merkmale
Die Gehäuse sind fast durchgehend napfförmig mit einer großen flachen Mündung. Nur wenige Formen besitzen ein flach- bis hochkonisches Gehäuse. Die Adultgröße reicht von etwa 13 mm bis etwa 7 cm. Charakteristisch ist ein großer Saugfuß zum Festhalten am Untergrund. Ein Operculum ist daher nicht vorhanden, kann jedoch in der Larvalphase kurzzeitig angelegt werden. Die Tiere sind Hermaphroditen, die zudem noch bei einigen Arten während ihres Lebens das Geschlecht wechseln. Sie sind zuerst Männchen und werden im weiteren Verlauf des Lebens zu Weibchen (protandrisch). Die ontogenetische Entwicklung erfolgt über Veliger-Larven.

## Lebensweise
Die Vertreter der Familie Calyptraeidae sind in fast allen Meeren anzutreffen, mit Ausnahme der Nord- und Südpolargebieten. Das vertikale Vorkommen in der Wassersäule reicht vom Gezeitenbereich bis zu den tieferen Schelfbereichen. Sie leben auf Hartsubstraten (Hartböden oder Hartteilen, z. B. Muschelschalen), wie sie mit Hilfe der Kiemen Plankton aus dem Wasser filtrieren oder Schleimnetze produzieren, in denen sich Plankton verfängt. Anschließend wird das Netz samt Inhalt gefressen.

## Systematik
Die Familie Calyptraeidae wird derzeit (noch) nicht weiter in Unterfamilien unterteilt:
- Calyptraeidae Lamarck, 1809
  - Bicatillus Swainson, 1840
  - Calyptraea Lamarck, 1799
  - Clypeola Gray, 1867
  - Crepipatella Lesson, 1830
  - Pantoffelschnecken (Crepidula Lamarck, 1799)
    - Amerikanische Pantoffelschnecke (Crepidula fornicata Linnaeus, 1758)

  - Crucibulum  Schumacher, 1817
  - Grandicrepidula McLean, 1995
  - Sandalium Schumacher, 1817 ?
  - Sigapatella Lesson, 1830
  - Siphopatella Lesson, 1830
  - Trochita Schumacher, 1817
  - Turbocalyptraea Eames, 1957
  - Verticumbo S. S. Berry, 1940

Der Umfang der Familie ist sehr unsicher, da von einigen Autoren einige Gattungen lediglich als Untergattungen oder auch als Synonyme gewertet werden.